# Craniophora praeclara
Craniophora praeclara là một loài bướm đêm trong họ Noctuidae.

## Hình ảnh

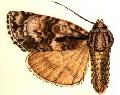